# Agustín González Tapia
Agustín González Tapia (La Plata, Buenos Aires, Argentina, 30 de enero de 1983) es un futbolista argentino. Juega de Delantero y su actual equipo es Sarmiento de Leones del Torneo Federal B.

## Clubes
| Club                           | País      | Año         |
| ------------------------------ | --------- | ----------- |
| Estudiantes de La Plata        | Argentina | 2002 - 2004 |
| Defensa y Justicia             | Argentina | 2003        |
| San Martín de San Juan         | Argentina | 2004        |
| Racing de Olavarria            | Argentina | 2004        |
| La Plata FC                    | Argentina | 2005 - 2007 |
| Guillermo Brown                | Argentina | 2007 - 2008 |
| FK Dinamo Tirana               | Albania   | 2008        |
| Atlético Rafaela               | Argentina | 2009        |
| Club Atlético Alumni           | Argentina | 2010        |
| Sportivo Belgrano              | Argentina | 2010 - 2011 |
| Central Córdoba (SE)           | Argentina | 2011 - 2012 |
| Sportivo Belgrano              | Argentina | 2013        |
| Unión La Calera                | Chile     | 2014 - 2016 |
| Sarmiento de Leones            | Argentina | 2017 - 2019 |
| Unión Deportiva Barbastro      | España    | 2019 - 2022 |
| Club Deportivo Sariñena        | España    | 2022 - 2023 |
| Agrupación Deportiva Almudévar | España    | 2023 -      |